# Liste der Biografien/Hou
Liste der Biografien |
Portal Biografien |
Personensuche
# |
A |
B |
C |
D |
E |
F |
G |
H |
I |
J |
K |
L |
M |
N |
O |
P |
Q |
R |
S |
T |
U |
V |
W |
X |
Y |
Z |
?
 
Ha |
Hd |
He |
Hi |
Hj |
Hk |
Hl |
Hm |
Hn |
Ho |
Hr |
Hs |
Ht |
Hu |
Hv |
Hw |
Hy
 
Hoa |
Hob |
Hoc |
Hod |
Hoe |
Hof |
Hog–Hok |
Hol |
Hom |
Hon |
Hoo |
Hop |
Hoq |
Hor |
Hos |
Hot |
Hou |
Hov |
How |
Hox |
Hoy |
Hoz
Die Liste der Biografien führt alle Personen auf, die in der deutschsprachigen Wikipedia einen Artikel haben. Dieses ist eine Teilliste mit 456 Einträgen von Personen, deren Namen mit den Buchstaben „Hou“ beginnt.

## Hou
- Hou Yuzhuo (* 1987), chinesische Taekwondoin
- Hou, Alwin (* 1996), salomonischer Fußballspieler
- Hou, Erliang (* 1937), chinesischer Kampfkünstler
- Hou, Fenglian (* 1980), chinesischer Baseballspieler
- Hou, Hsiao-Hsien (* 1947), taiwanischer Regisseur
- Hou, Jiachang (* 1942), chinesischer Badmintonspieler
- Hou, Thomas Y. (* 1962), chinesisch-US-amerikanischer Mathematiker
- Hou, Xianguang (* 1949), chinesischer Paläontologe und Geologe
- Hou, Xuemei (* 1962), chinesische Diskuswerferin
- Hou, Yifan (* 1994), chinesische Schachspielerin und SchachweltmeisterinHou Yifan (* 1994)

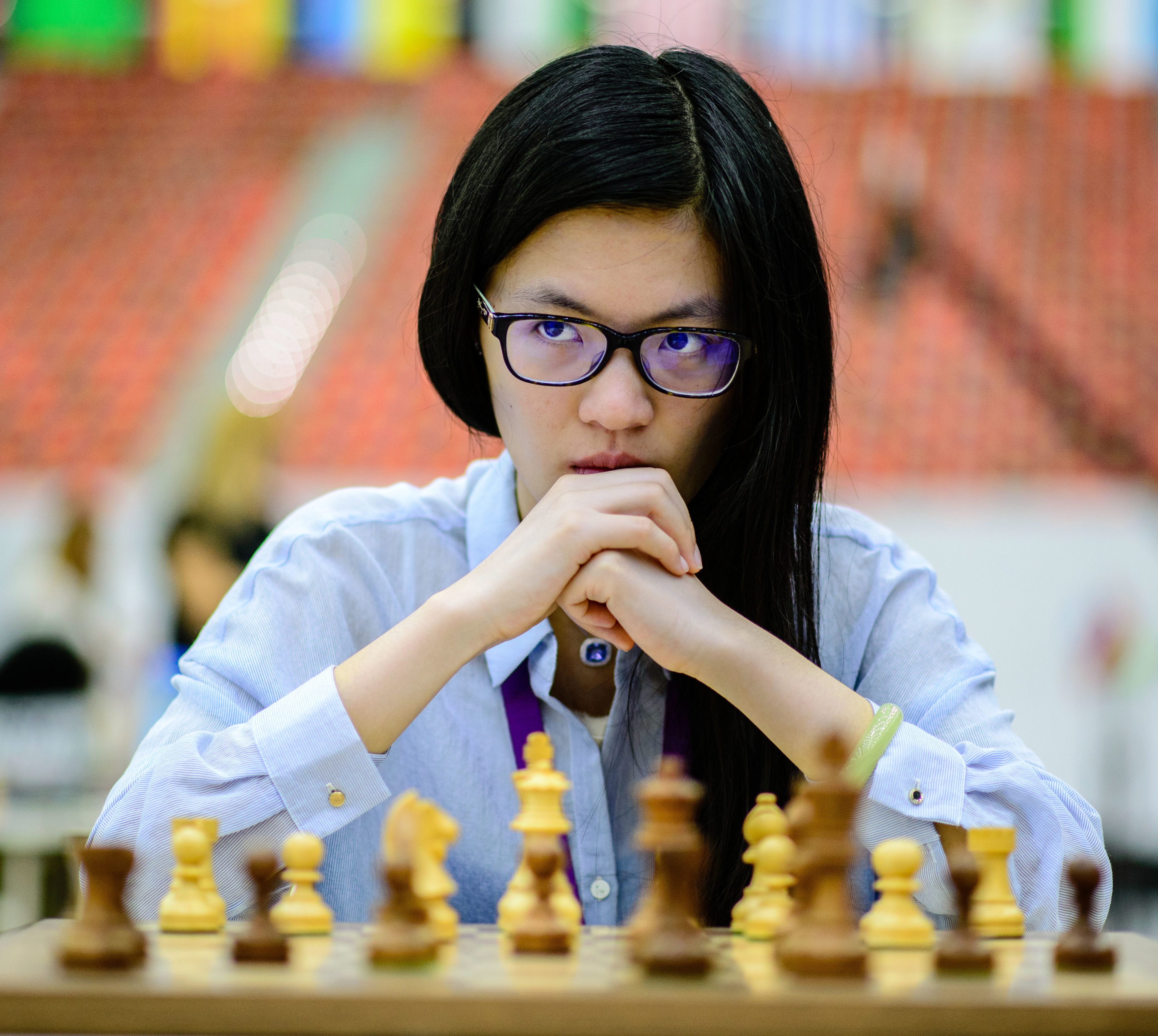
Hou Yifan (* 1994)

- Hou, Yingchao (* 1980), chinesischer und kanadischer Tischtennisspieler
- Hou, Yu-ih (* 1957), taiwanischer Politiker (Kuomintang, KMT), Bürgermeister von Neu-Taipeh
- Hou, Yuon (1926–1975), kambodschanischer Politiker
- Hou, Yuxia (* 1979), chinesische Biathletin und Skilangläuferin
- Hou, Yuyang (* 2000), chinesischer Eishockeyspieler
- Hou, Yuzhu (* 1963), chinesische Volleyballspielerin
- Hou, Zhihui (* 1997), chinesische Gewichtheberin

### Houa
- Houa, Léon (1867–1918), belgischer Radrennfahrer
- Houaiss, Antônio (1915–1999), brasilianischer Romanist, Lusitanist und Lexikograf
- Houalla, Marc (* 1961), französischer Beamter
- Houanard, Steve (* 1986), französischer Radrennfahrer
- Houangni, Roger (* 1957), beninischer Boxer
- Houapeu, Levi (* 1989), ivorischer Fußballspieler
- Houara, Jessica (* 1987), französische Fußballspielerin
- Houasse, Michel-Ange (1680–1730), französischer Maler
- Houasse, René-Antoine († 1710), französischer Maler

### Houb
- Houbart, François-Henri (* 1952), französischer Organist
- Houben, Eva-Maria (* 1955), deutsche Komponistin, Organistin, Pianistin und Musikwissenschaftlerin
- Houben, Francine (* 1955), niederländische Architektin
- Houben, Heinrich (1866–1941), deutscher Schriftsteller
- Houben, Heinrich Hubert (1875–1935), deutscher Literaturwissenschaftler und Publizist
- Houben, Heli (* 1951), deutsche Schwimmerin
- Houben, Henri (1858–1931), belgischer Maler von Landschaften, Stadtansichten, Genreszenen und Porträts
- Houben, Hubert (1898–1956), deutscher Leichtathlet
- Houben, Hubert (* 1953), deutsch-italienischer Mittelalterhistoriker
- Houben, Josef (1875–1940), deutscher Chemiker
- Houben, Kevin (* 1977), belgischer Komponist und Dirigent im Blasmusik-Bereich
- Houben, Ludwig Franz (1803–1884), deutscher Jurist und Politiker
- Houben, Max (1898–1949), belgischer Bobsportler
- Houben, Philipp (1767–1855), deutscher Verwaltungsbeamter, Notar und Archäologe
- Houben, Philippe (* 1881), belgisch-französischer Schwimmer und Wasserballspieler
- Houben, Reinhard (* 1960), deutscher Politiker (FDP), MdB
- Houben, Robert (1905–1992), belgischer Politiker und Hochschullehrer
- Houben, Rom (* 1963), belgischer Wachkomapatient
- Houben, Steve (* 1950), belgischer Jazz-Saxophonist und Flötist
- Houben, Vincent (* 1957), niederländischer Historiker
- Houben-Meessen, Sandra (* 1968), belgische Politikerin
- Houbigant, Charles-François (1686–1783), französischer Oratorianer-Pater, Bibelwissenschaftler, Orientalist
- Houblon, John (1632–1712), englischer Bankier und Politiker
- Houbolt, John C. (1919–2014), US-amerikanischer Flugzeugingenieur
- Houbraken, Antonina, niederländische Malerin und Zeichnerin
- Houbraken, Arnold (1660–1719), holländischer Maler und Kunstschriftsteller
- Houbraken, Jacobus (1698–1780), niederländischer Kupferstecher
- Houbraken, Nicola van (* 1668), Maler in Messina
- Houbrechts, Antoon (* 1943), belgischer Radrennfahrer
- Houbregs, Bob (1932–2014), kanadischer Basketballspieler

### Houc
- Houchard, Jean-Nicolas (1738–1793), französischer Revolutionsgeneral
- Houchens, William B. (1884–1949), US-amerikanischer Musiker
- Houchin, Charlie (* 1987), US-amerikanischer Schwimmer
- Houchin, Erin (* 1976), US-amerikanische Politikerin
- Houck, Friedrich Gottfried (1708–1767), deutscher Rechtswissenschaftler
- Houck, Jacob junior (1801–1857), US-amerikanischer Jurist und Politiker
- Houck, L. Roy (1905–1992), US-amerikanischer Politiker
- Houck, Leo (1888–1950), US-amerikanischer Boxer
- Houck, Michael (* 1959), US-amerikanischer Ringer
- Houck, Tanner (* 1996), US-amerikanischer Baseballspieler
- Houck, William Russell (1926–2016), US-amerikanischer Geistlicher, römisch-katholischer Bischof von Jackson
- Houcou, Emmanuel (* 2003), französischer Radsportler

### Houd
- Houda, Doug (* 1966), kanadischer Eishockeyspieler und -trainer
- Houdar de La Motte, Charles Antoine (1773–1806), französischer Colonel der Infanterie
- Houdart, Jean François Joseph (1774–1855), französischer Offizier, Unternehmer und Kommunalpolitiker
- Houdas, Octave (1840–1916), französischer Arabist
- Houdayer, Cyril (* 1980), französischer Mathematiker
- Houde, Camillien (1889–1958), kanadischer Politiker und Bürgermeister von Monreal
- Houde, Louis-José (* 1977), kanadischer Komiker
- Houde, Peter (* 1956), US-amerikanischer Wirbeltier-Paläontologe
- Houdé, Pierre (* 1902), belgischer Radrennfahrer
- Houde, Serge (* 1953), kanadischer Schauspieler
- Houdebine, Henri, französischer Bronzegießer
- Houdek, Jacques (* 1981), kroatischer Musiker
- Houdek, Robert G. (1940–2010), US-amerikanischer Diplomat
- Houdek, Rudolf (1913–2008), deutscher Wurstfabrikant und Mäzen
- Houden, Paige (* 1989), australische Schauspielerin
- Houdet, Roger (1899–1987), französischer Politiker (CNIP), Minister und Senator
- Houdet, Stéphane (* 1970), französischer Rollstuhltennisspieler
- Houdetot, Adolphe d’ (1799–1869), französischer Schriftsteller
- Houdini, Bess (1876–1943), US-amerikanische Künstlerin und die Bühnenassistentin ihres Ehemannes Harry Houdini
- Houdini, Harry (1874–1926), US-amerikanischer Entfesselungs- und Zauberkünstler ungarischer HerkunftHarry Houdini (1874–1926)

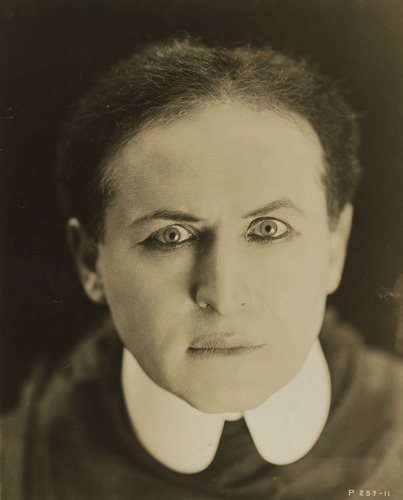
Harry Houdini (1874–1926)

- Houdjakov, Petja (* 1934), österreichischer Musiker, Tänzer und Schauspieler
- Houdon, Jean-Antoine (1741–1828), französischer Bildhauer
- Houdremont, Ben (* 1983), luxemburgischer Eishockeyspieler
- Houdremont, Eduard (1896–1958), luxemburgisch-deutscher Metallurg und Industrieller
- Houdry, Eugene (1892–1962), französisch-US-amerikanischer Ingenieur
- Houdus, Pascal (* 1986), deutsch-französischer Schauspieler
- Houdy, Pierick (1929–2021), französisch-kanadischer Komponist und Musikpädagoge

### Houe
- Houegbadja, dritter König von Dahomey
- Houel, Charles († 1714), französischer Büchsenmacher
- Houël, Jean-Pierre (1735–1813), französischer Kunstmaler, Kupferstecher und Zeichner
- Hoüel, Jules (1823–1886), französischer Mathematiker
- Houël, Nicolas († 1587), französischer Apotheker, Schriftsteller, Waisenhaus- und Schulgründer
- Houellebecq, Michel, französischer SchriftstellerMichel Houellebecq

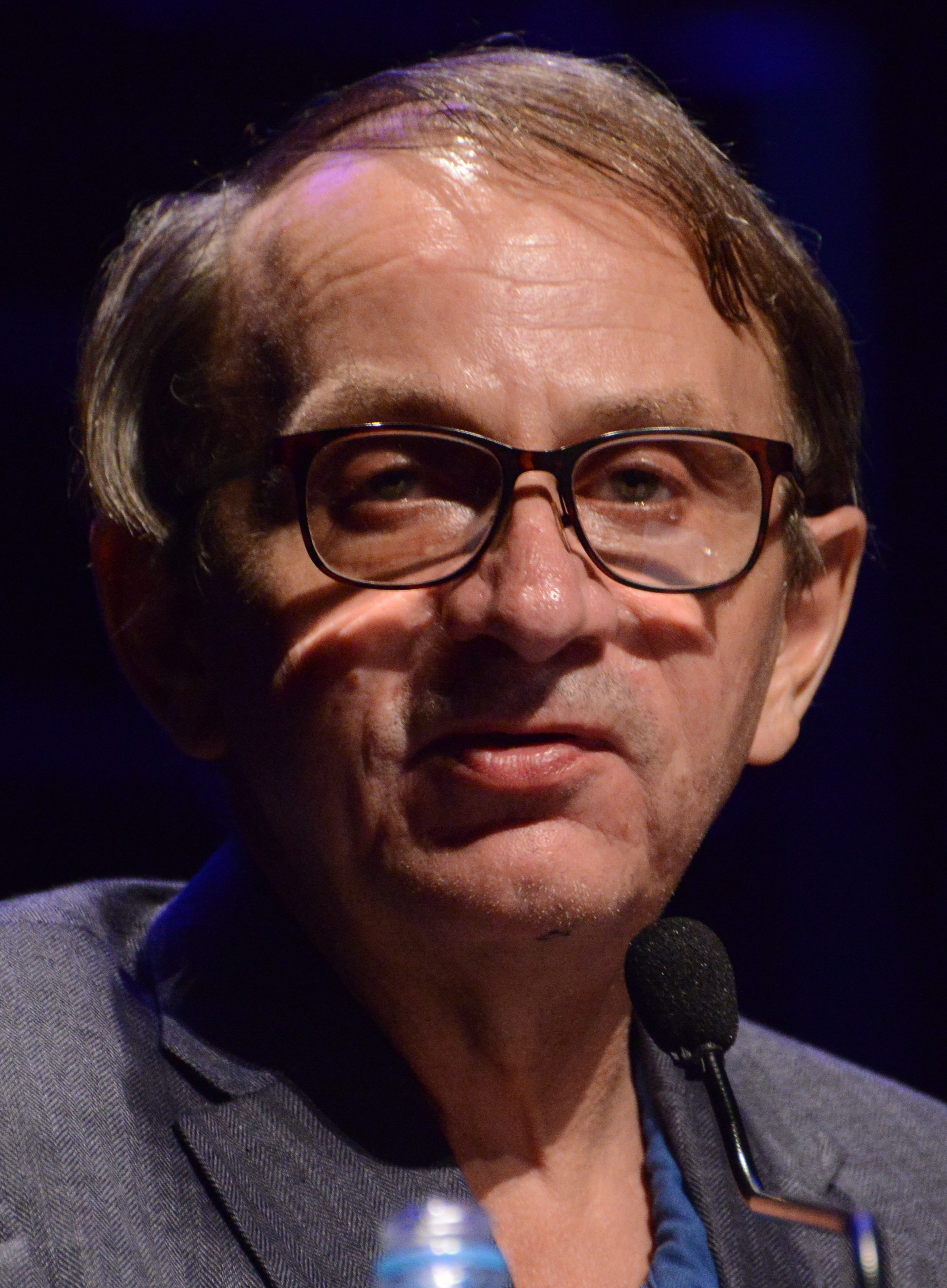
Michel Houellebecq

- Houenipwela, Rick (* 1958), salomonischer Politiker, Premierminister der Salomonen
- Houette, Manon (* 1992), französische Handballspielerin

### Houf
- Houf, Denis (1932–2012), belgischer Fußballspieler
- Houf, Marcel (* 1951), tschechisch-österreichischer Künstler

### Houg
- Hougaard Nielsen, Frederik (* 1988), dänischer Basketballspieler
- Hougaard, Jesper (* 1983), dänischer Pokerspieler
- Hougaard-Jensen, Paulina (* 1996), dänische Volleyballspielerin
- Hough Hobbs, Emma, australische Filmregisseurin, Drehbuchautorin und Szenenbildnerin
- Hough, Benjamin (1773–1819), US-amerikanischer Politiker
- Hough, Daniel (1937–2008), südafrikanischer Politiker, Generaladministrator von Südwestafrika, Administrator von Transvaal
- Hough, David (1753–1831), US-amerikanischer Politiker
- Hough, Derek (* 1985), amerikanischer Tanzsportler, Choreograf, Schauspieler und Sänger
- Hough, Emerson (1857–1923), US-amerikanischer Schriftsteller
- Hough, George Washington (1836–1909), US-amerikanischer Astronom
- Hough, Henry Hughes (1871–1943), US-amerikanischer Marineoffizier
- Hough, James, britischer Astrophysiker
- Hough, John (* 1941), britischer Filmregisseur
- Hough, Julianne (* 1988), US-amerikanische Schauspielerin, Tänzerin und SängerinJulianne Hough (* 1988)

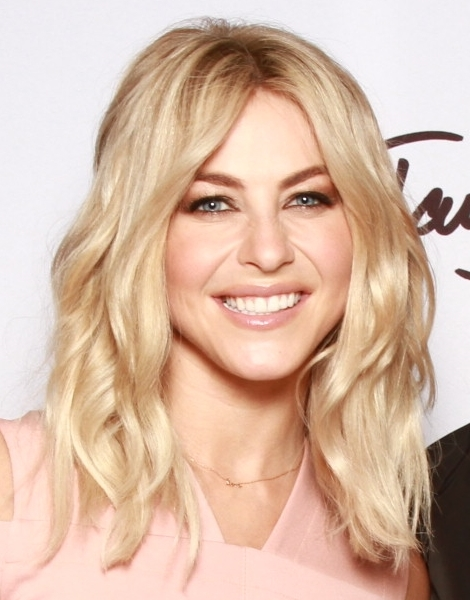
Julianne Hough (* 1988)

- Hough, Lauren (* 1977), US-amerikanische Springreiterin
- Hough, Lawrence (* 1944), US-amerikanischer Ruderer
- Hough, Mike (* 1948), britischer Kriminologe
- Hough, Mike (* 1963), kanadischer Eishockeyspieler
- Hough, Nicholas (* 1993), australischer Hürdenläufer
- Hough, Paul (* 1974), britischer Filmregisseur
- Hough, Robert D., US-amerikanischer Mathematiker
- Hough, Stanley Bennett (1917–1998), britischer Schriftsteller
- Hough, Stephen (* 1961), englischer PianistStephen Hough (* 1961)

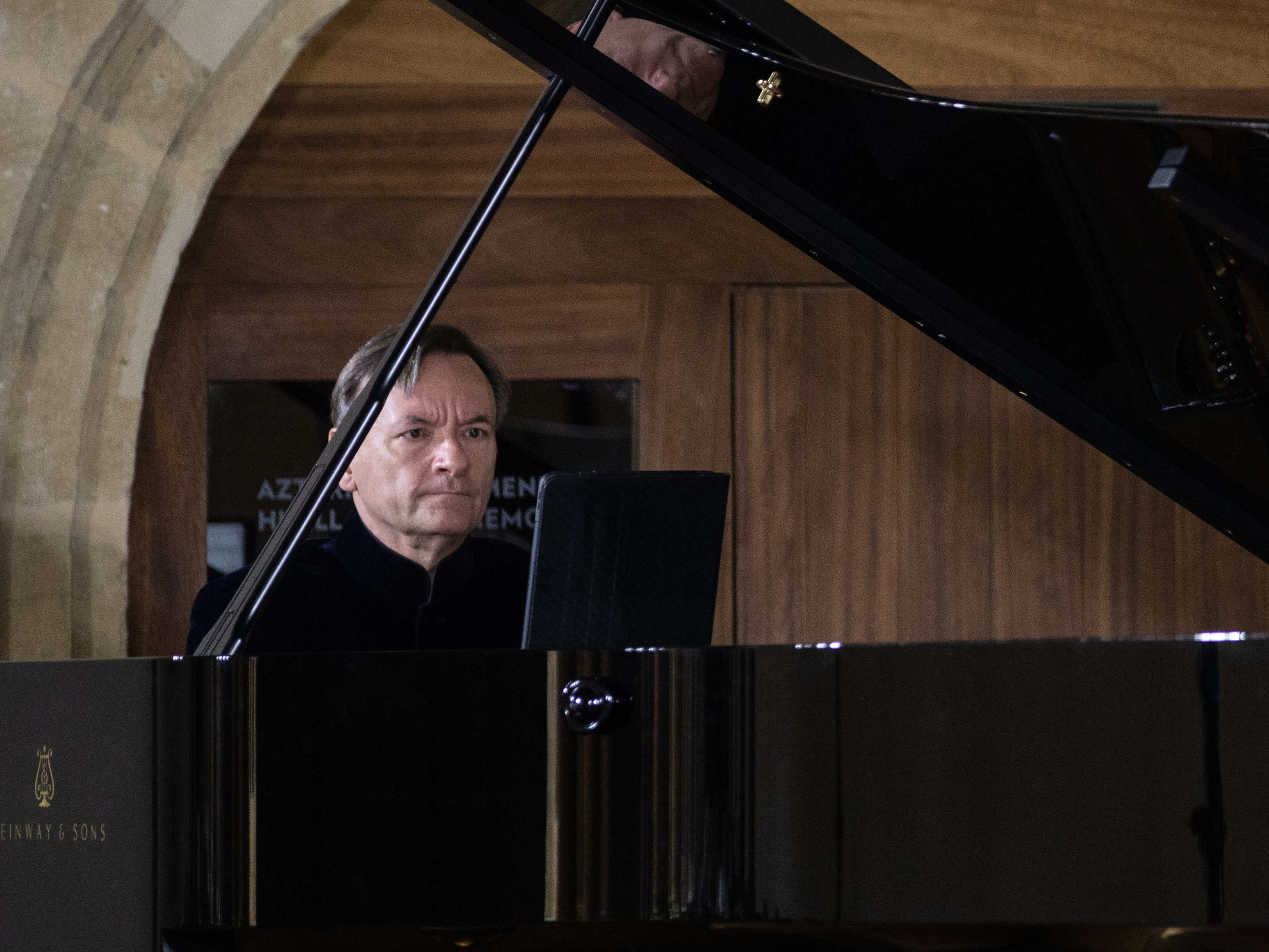
Stephen Hough (* 1961)

- Hough, Sydney Samuel (1870–1923), britischer Astronom
- Hough, William J. (1795–1869), US-amerikanischer Jurist und Politiker
- Houghten, Richard A., US-amerikanischer Chemiker
- Houghton, Adrienne (* 1983), US-amerikanische Sängerin und Schauspielerin
- Houghton, Alanson B. (1863–1941), amerikanischer Unternehmer, Politiker und Diplomat
- Houghton, Amo (1926–2020), US-amerikanischer Politiker
- Houghton, Arthur (* 1940), US-amerikanischer Numismatiker
- Houghton, Bob (* 1947), englischer Fußballspieler und -trainer
- Houghton, Daniel (1740–1791), Afrikaforscher
- Houghton, Douglas, Baron Houghton of Sowerby (1898–1996), britischer Politiker, Mitglied des House of Commons
- Houghton, Frances (* 1980), britische Ruderin
- Houghton, Georgiana (1814–1884), englische Malerin
- Houghton, Israel (* 1971), US-amerikanischer Gospelsänger, Singer-Songwriter und Lobpreisleiter
- Houghton, James (1948–2024), US-amerikanischer Schauspieler und Drehbuchautor
- Houghton, John († 1535), englischer Kartäusermönch, römisch-katholischer Priester und erster Märtyrer der englischen Reformation
- Houghton, John (1931–2020), britischer Klimaforscher
- Houghton, Katharine (* 1945), US-amerikanische Schauspielerin
- Houghton, Michael (* 1949), britischer Biochemiker und Virologe
- Houghton, Nicholas (* 1954), britischer General; ehemaliger „Chief of the Defence Staff“ der britischen Streitkräfte
- Houghton, Ray (* 1962), irischer Fußballspieler und Sportkommentator
- Houghton, Sherman Otis (1828–1914), US-amerikanischer Politiker
- Houghton, Steph (* 1988), englische FußballspielerinSteph Houghton (* 1988)

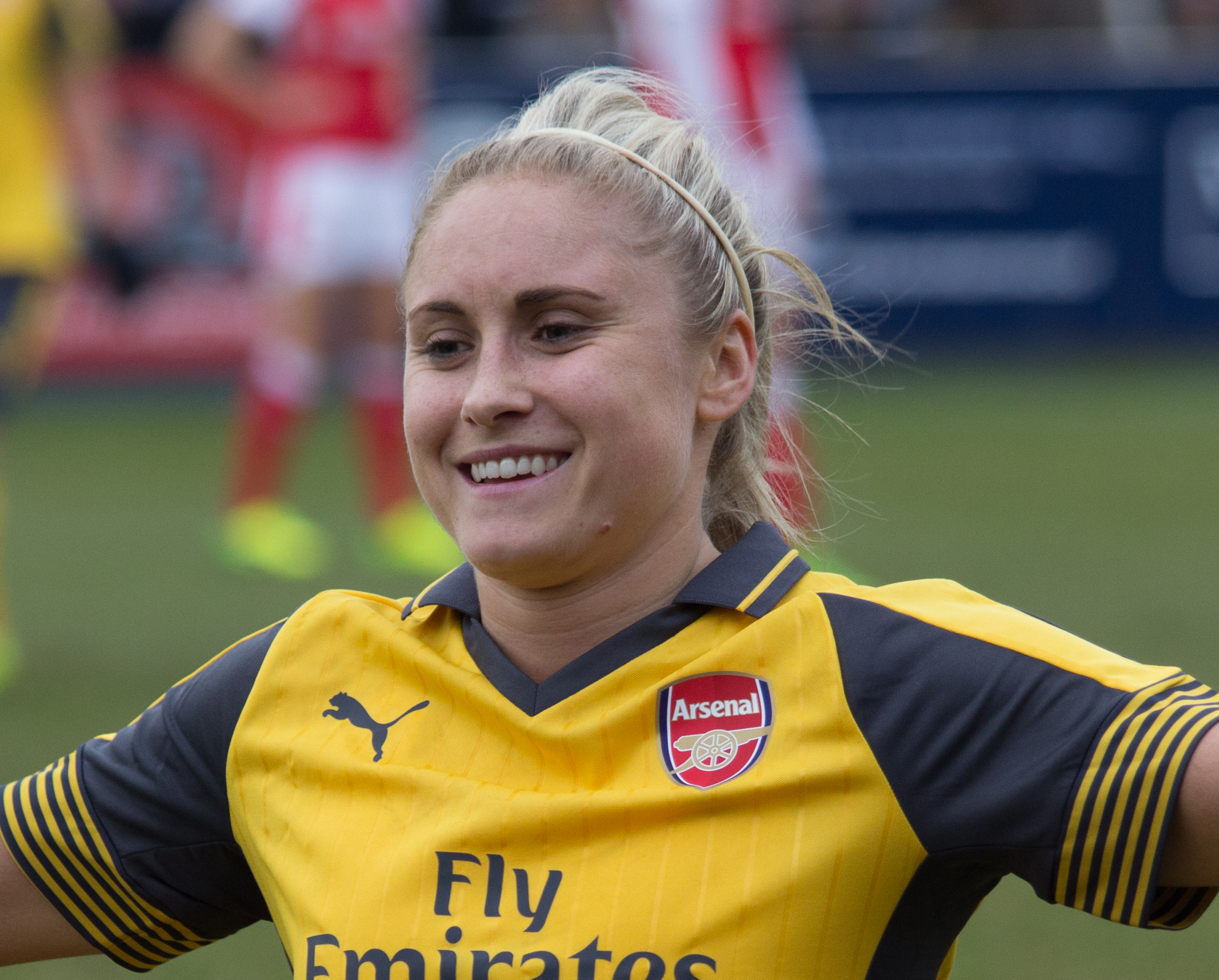
Steph Houghton (* 1988)

- Houghton, Steven (* 1971), englischer Sänger, Schauspieler und Musicaldarsteller
- Hougron, Jean (1923–2001), französischer Schriftsteller

### Houh
- Houhou, Ahmed Redha (1911–1956), algerischer Schriftsteller
- Houhou, Peter (* 1966), salomonischer römisch-katholischer Geistlicher, Bischof von Gizo

### Houi
- Houicha, Yasin, französischer Schauspieler
- Houili, Nesrine (* 2003), algerische Radsportlerin
- Houin, Pierre (* 1994), französischer Ruderer
- Houinato, Valentin (* 1996), beninischer Judoka
- Houinsou, Kymany (* 2004), französischer Basketballspieler

### Houk
- Houk, George W. (1825–1894), US-amerikanischer Politiker
- Houk, John C. (1860–1923), US-amerikanischer Politiker
- Houk, Kendall (* 1943), US-amerikanischer Chemiker
- Houk, Leonidas C. (1836–1891), US-amerikanischer Politiker
- Houk, Ralph (1919–2010), US-amerikanischer Baseballspieler
- Houkes, Levi (* 1991), niederländischer Eishockeyspieler
- Houkes, Max (* 2000), niederländischer Tennisspieler
- Houkes, Ruben (* 1979), niederländischer Judoka

### Houl
- Houla, Charles (* 1993), französischer Fußballspieler
- Houla, Greg (* 1988), französischer Fußballspieler
- Houlahan, Chrissy (* 1967), amerikanische Politikerin der Demokratischen Partei
- Houlberg, Theis (* 1996), dänischer Squashspieler
- Hould-Marchand, Valérie (* 1980), kanadische Synchronschwimmerin
- Houlder, Bill (* 1967), kanadischer Eishockeyspieler und -trainer
- Houle, François, kanadischer Sopransaxophonist und Klarinettist
- Houle, Hugo (* 1990), kanadischer Straßenradrennfahrer
- Houle, Marc, kanadischer Techno-Produzent und DJ
- Houle, Réjean (* 1949), kanadischer Eishockeyspieler
- Houlet, François-Xavier (* 1969), französischer Handballspieler
- Houlgate, Stephen (* 1954), britischer Philosoph und Hochschullehrer
- Houlihan, Joseph Brendan (1911–1975), irischer römisch-katholischer Ordensgeistlicher und Bischof von Eldoret
- Houlihan, Pat (1929–2006), englischer Snookerspieler
- Houlihan, Shelby (* 1993), US-amerikanische Leichtathletin
- Houlind, Doc (* 1946), dänischer Jazzmusiker
- Houllier, Gérard (1947–2020), französischer Fußballtrainer und Verbandsfunktionär
- Houlsby, Guy T., britischer Bauingenieur in der Geotechnik
- Hoult, Julie (* 1970), britische Schauspielerin und Synchronsprecherin
- Hoult, Nicholas (* 1989), britischer Film- und TheaterschauspielerNicholas Hoult (* 1989)

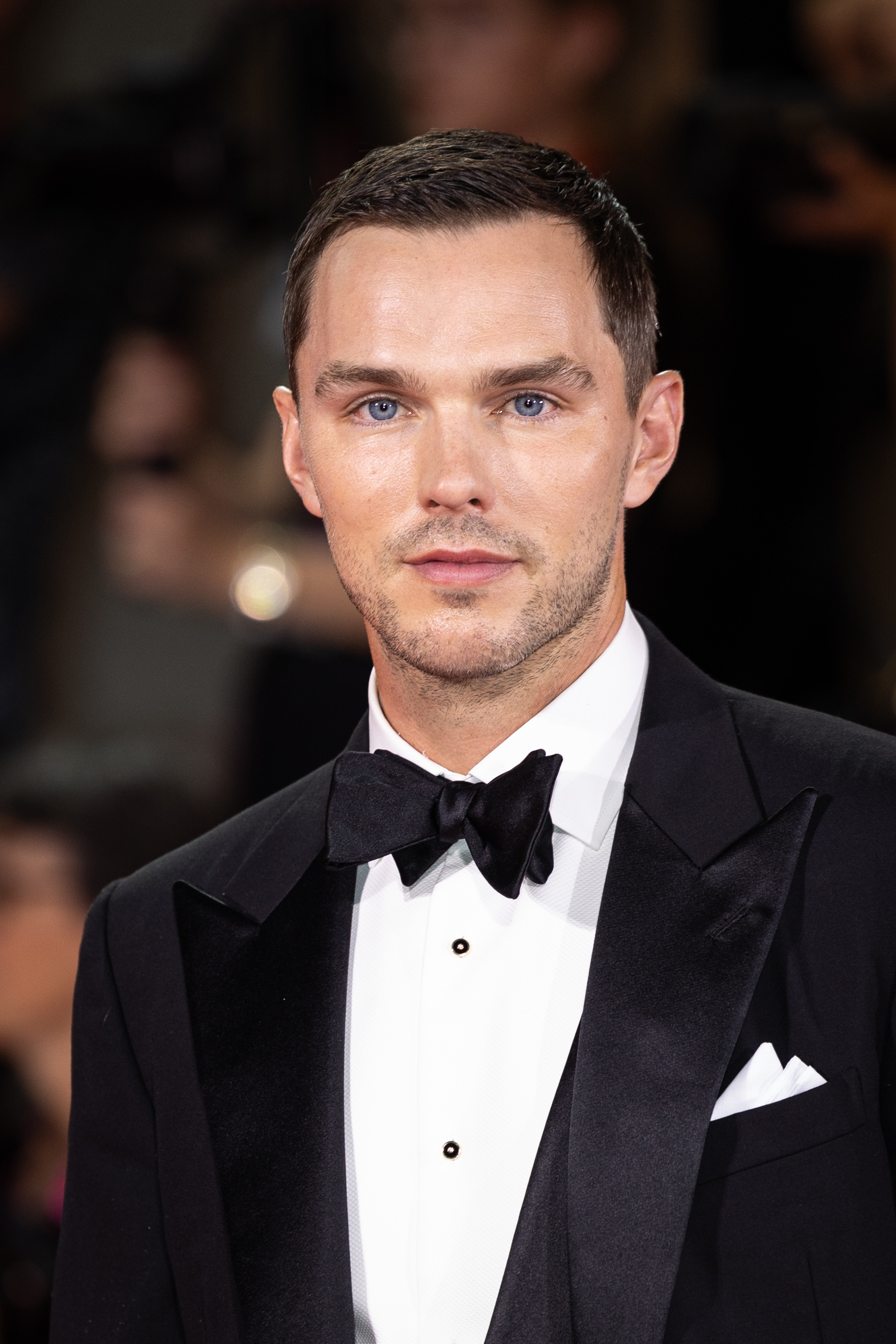
Nicholas Hoult (* 1989)

- Hoult, Russell (* 1972), englischer Fußballtorhüter

### Houm
- Houmadi, Halifa (* 1948), komorischer Politiker
- Houmadi, Ladaenti (* 1983), komorische Politikerin, Ministerin
- Houmann, Julie (* 1979), dänische Badmintonspielerin
- Houmard, Marc-André (1928–2014), Schweizer Politiker
- Houmøller, Rasmus (* 2003), dänischer Handballspieler
- Houmri, Mohammed (* 1993), algerischer Boxer und Olympiateilnehmer
- Houmsi, Salwa (* 1996), deutsche Moderatorin, Journalistin und DJ

### Houn
- Hounam, Peter (* 1944), britischer Journalist und Autor
- Houndékon, Eugène Cyrille (* 1960), beninischer Geistlicher und römisch-katholischer Bischof von Abomey
- Houngbédji, Adrien (* 1942), beninischer Politiker
- Houngbédji, Roger (* 1963), beninischer Geistlicher, römisch-katholischer Erzbischof von Cotonou
- Houngbo, Gilbert (* 1961), togoischer Ministerpräsident
- Houngnandande, Louis (* 1985), beninischer Fußballschiedsrichter
- Hounnaké, Victor Dovi (1937–1995), togoischer römisch-katholischer Geistlicher und Bischof von Aného
- Hounnou, Ralph (* 2002), deutscher Basketballspieler
- Hounsa, Alain (* 1988), beninischer Fußballspieler
- Hounsfield, Godfrey (1919–2004), englischer Elektrotechniker
- Hounslow, Richard (* 1981), britischer Kanute
- Hounsou, Djimon (* 1964), beninisch-US-amerikanischer Schauspieler, Tänzer und FotomodellDjimon Hounsou (* 1964)

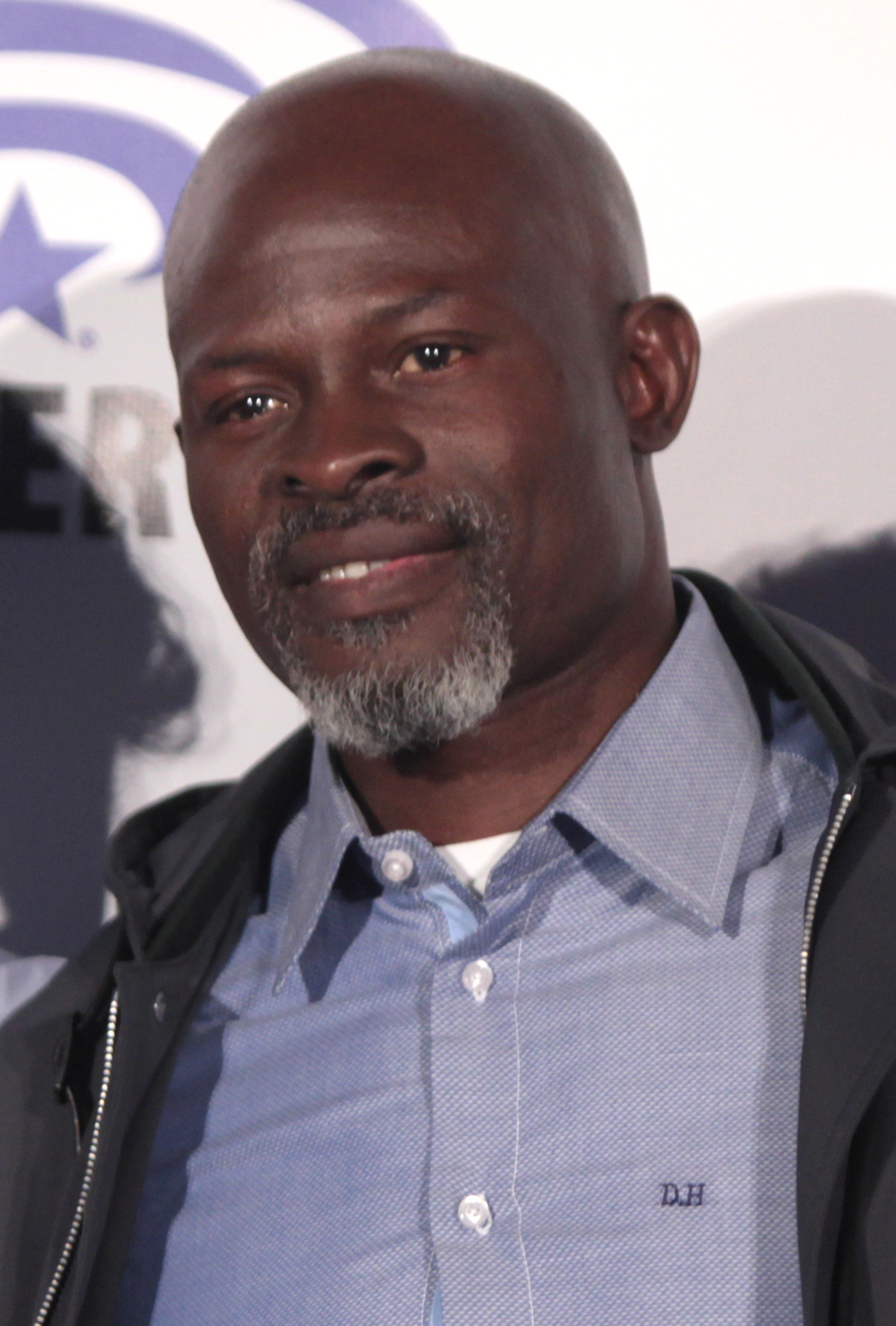
Djimon Hounsou (* 1964)

- Hountondji, Cédric (* 1994), beninisch-französischer Fußballspieler
- Hountondji, Paulin J. (1942–2024), afrikanischer Philosoph

### Houo
- Houot, Georges (1913–1977), französischer Marineoffizier und Meeresforscher

### Houp
- Houpelyne, André (1900–1986), belgischer Ruderer
- Houphouët-Boigny, Félix (1905–1993), erster Präsident der Elfenbeinküste
- Houplain, Jules (* 1998), französischer Schauspieler
- Houplin, Joana Vaya (* 1990), philippinisch-US-amerikanische Fußballspielerin

### Hour
- Houra, Ondřej (* 1989), tschechischer Unihockeyspieler
- Hourani, Albert (1915–1993), englischer Nahostgelehrter
- Hourani, Khaled (* 1965), palästinensischer Konzept- und Installationskünstler, Ausstellungskurator und Kunstkritiker
- Hourcade, Pierre (1908–1983), französischer Romanist, Lusitanist und Literaturwissenschaftler
- Hourdakis, Andreas (* 1981), schwedischer Jazz- und Fusionmusiker (Gitarre, Komposition)
- Houri, Lyes (* 1996), französischer Fußballspieler
- Hourican, Liam (1944–1993), irischer Journalist, Pressesprecher und EU-Beamter
- Houriet, Claudine (* 1944), Schweizer Schriftstellerin und Malerin
- Hourigan, Neasa (* 1980), irische Politikerin
- Hourigan, Paige Mary (* 1997), neuseeländische Tennisspielerin
- Hourihane, Conor (* 1991), irischer Fußballspieler und -trainer
- Hourlier, Léon (1885–1915), französischer Radrennfahrer
- Hourmazdi, Banafshe (* 1990), deutsch-iranische Filmschauspielerin
- Hourmont, Andrew (* 1966), britischer Gründer, Geschäftsführer und kreativer Kopf der Blue Wings GmbH
- Hournon, René (1905–1979), französischer Radrennfahrer
- Hourst, Émile Auguste Léon (1864–1940), französischer Marineoffizier und Forschungsreisender
- Hourticolon, Chantal (* 2000), deutsche Schauspielerin
- Hourton, Jorge (1926–2011), französisch-chilenischer Geistlicher, Theologe und römisch-katholischer Bischof
- Hourtou, Marlyse (* 1996), tschadische Bogenschützin
- Hourtz, Carl (* 1883), deutscher Politiker (DDP), MdL Preußen
- Hourwitz, Zalkind (1751–1812), politischer Aktivist und Autor
- Houry, Anna (1831–1906), französische Feministin und Fourieristin

### Hous
- Housaoui, Idriss al (* 1984), saudischer Hürdenläufer
- Houscheid, Andy (* 1983), belgischer Jazz-Sänger, Pianist und Komponist
- Houschka, Johann (1914–1983), österreichischer Feldhandballspieler
- Housden, Martyn (* 1962), britischer Historiker
- House, Arthur Maxwell (1926–2013), kanadischer Neurologe, Vizegouverneur von Neufundland und Labrador
- House, Bobby (* 1973), kanadischer Eishockeyspieler
- House, Cole (* 1988), US-amerikanischer Straßenradrennfahrer
- House, David (1958–2016), US-amerikanischer Schauspieler
- House, Eddie (* 1978), US-amerikanischer Basketballspieler
- House, Eddy (1946–2011), belgischer Jazzmusiker, Arrangeur und Komponist
- House, Edward Howard (1836–1901), US-amerikanischer Journalist
- House, Edward Mandell (1858–1938), US-amerikanischer Diplomat, außenpolitischer Berater des Präsidenten der USA
- House, Frederick (* 1978), US-amerikanischer Basketballspieler
- House, Herbert O. (1929–2013), US-amerikanischer Chemiker
- House, John (1945–2012), britischer Kunsthistoriker
- House, John Ford (1827–1904), US-amerikanischer Politiker
- House, Jonathan (* 1950), US-amerikanischer Offizier und Militärhistoriker
- House, Juliane (* 1942), Übersetzerin und emeritierte Hochschullehrerin
- House, Karen Elliott (* 1947), US-amerikanische Journalistin und Herausgeberin des Wall Street Journal
- House, Kristian (* 1979), britischer Radrennfahrer
- House, Logan (* 1999), kanadischer Volleyballspieler
- House, Rachel (* 1971), neuseeländische Schauspielerin und RegisseurinRachel House (* 1971)

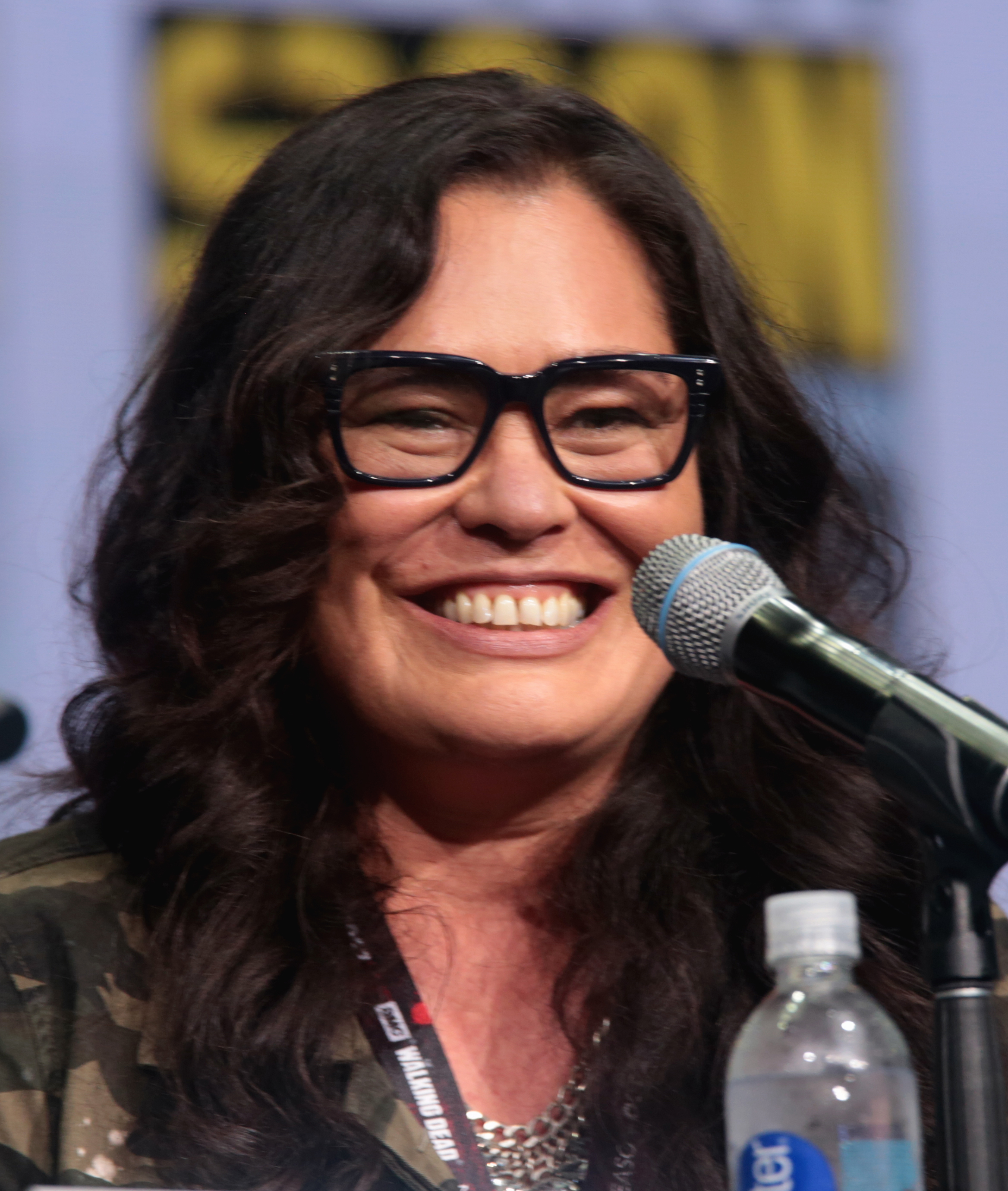
Rachel House (* 1971)

- House, Robert Ernest (1875–1930), US-amerikanischer Mediziner
- House, Silas (* 1971), US-amerikanischer Schriftsteller
- House, Simon (1948–2025), britischer Komponist und Musiker
- House, Son (1902–1988), US-amerikanischer Blues-Musiker
- House, Steve (* 1970), US-amerikanischer Alpinist
- House, William F (1923–2012), US-amerikanischer Otologe
- House, Yoanna (* 1980), US-amerikanisches Model
- Houseago, Thomas (* 1972), britischer Künstler
- Houseaux, Catherine (* 1964), französische Triathletin
- Houseaux, Pierre (* 1960), französischer Triathlet und Trainer
- Household, Geoffrey (1900–1988), britischer Schriftsteller
- Householder, Alston Scott (1904–1993), US-amerikanischer Mathematiker
- Houseman, John (1902–1988), US-amerikanisch-britischer Film- und Theaterschauspieler sowie Filmproduzent, Drehbuchautor und FilmregisseurJohn Houseman (1902–1988)

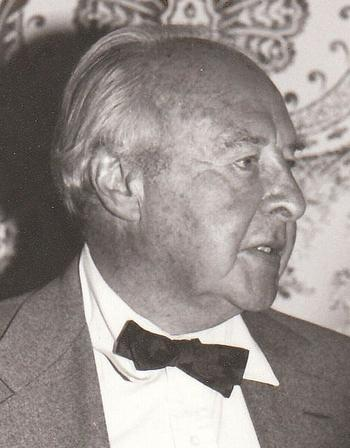
John Houseman (1902–1988)

- Houseman, Julius (1832–1891), US-amerikanischer Politiker
- Houseman, Peter (1945–1977), englischer Fußballspieler
- Houseman, René (1953–2018), argentinischer Fußballspieler
- Houseman, Tyson (* 1990), kanadischer Schauspieler
- Housemeister (* 1977), deutscher Techno-Musiker und DJ
- Houser, Allan (1914–1994), US-amerikanischer Maler und Bildhauer der Moderne
- Houser, Bud (1901–1994), US-amerikanischer Diskuswerfer und Kugelstoßer
- Houser, Dan (* 1974), britischer Computerspiel-Entwickler
- Houser, Frederick F. (1904–1989), US-amerikanischer Politiker
- Houser, Harold Alexander (1897–1981), US-amerikanischer Offizier, Gouverneur von Amerikanisch-Samoa
- Houser, John Russell (1955–2015), US-amerikanischer Amokläufer
- Houser, Luke (* 2001), US-amerikanischer Leichtathlet
- Houser, Norm (1915–1996), US-amerikanischer Autorennfahrer
- Houser, Randy (* 1975), US-amerikanischer Countrysänger
- Houser, Sam (* 1971), britischer Computerspiel-EntwicklerSam Houser (* 1971)

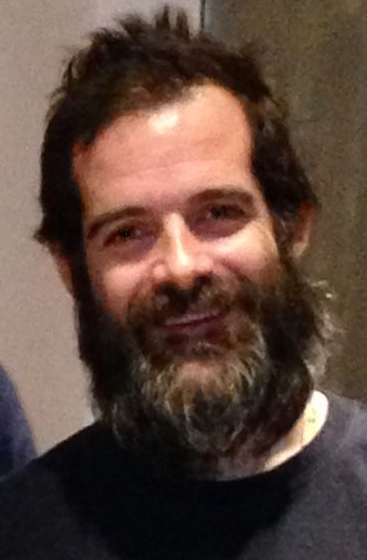
Sam Houser (* 1971)

- Houserová, Ivana (1957–2015), tschechische Glaskünstlerin und -designerin
- Houseworth, Thomas (1828–1915), US-amerikanischer Fotoverleger und Fotograf
- Housheer, Dione (* 1999), niederländische Handballspielerin
- Houshiary, Shirazeh (* 1955), britisch-iranische Bildhauerin
- Houska, Jovanka (* 1980), englische Schachspielerin
- Housley, Phil (* 1964), US-amerikanischer Eishockeyspieler und -trainer
- Housman, A. E. (1859–1936), englischer Altphilologe und DichterA. E. Housman (1859–1936)

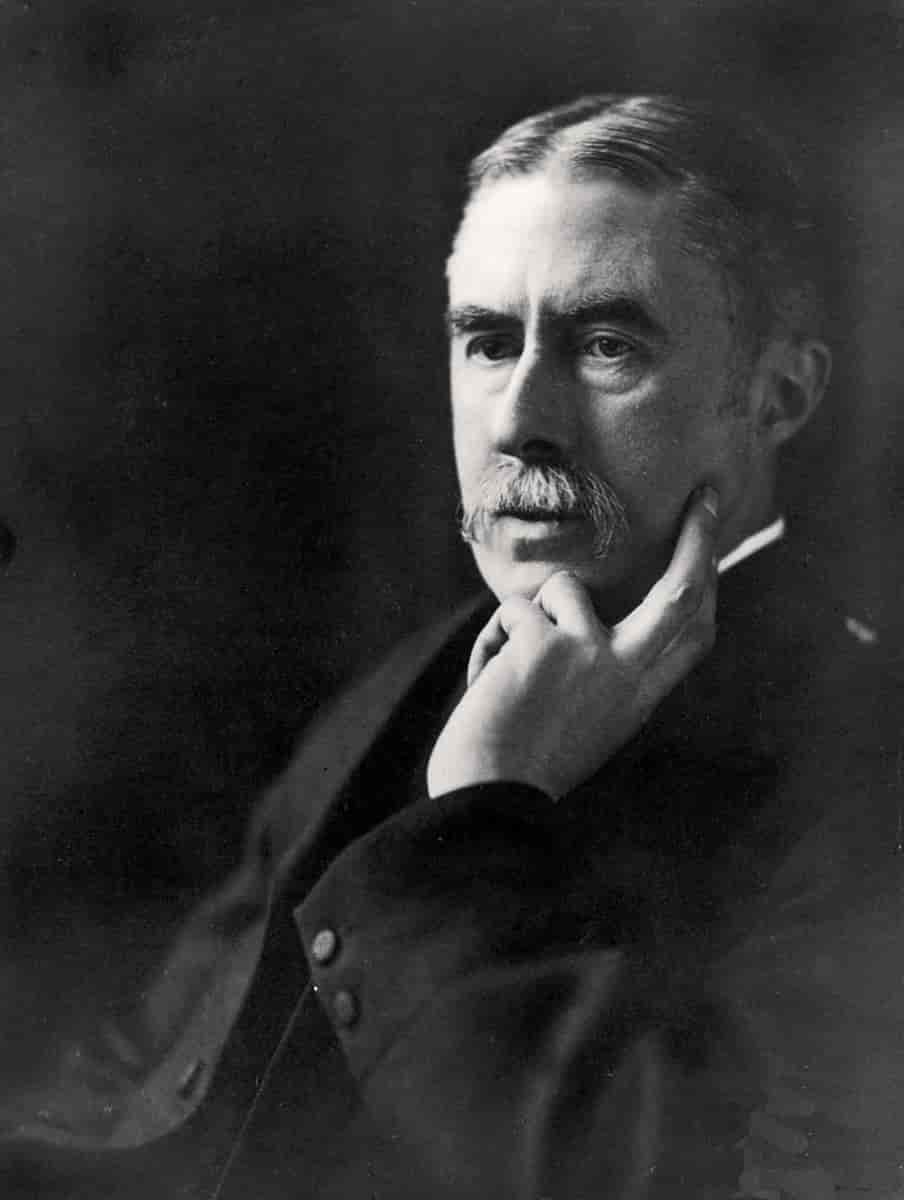
A. E. Housman (1859–1936)

- Housman, Arthur (1889–1942), US-amerikanischer Schauspieler
- Housman, Glen (* 1971), australischer Schwimmer
- Housner, George W. (1910–2008), US-amerikanischer Ingenieur
- Housni, Ilyes (* 2005), französisch-marokkanischer Fußballspieler
- Housni, Said (* 1949), marokkanischer Skirennläufer
- Housnialaoui, Lotfi (* 1972), marokkanischer Skirennläufer
- Housová, Alena (* 1979), tschechische Skibobfahrerin
- Houssat, Jacques (1937–1994), französischer Rallye-Raid-Fahrer
- Houssay, Bernardo Alberto (1887–1971), argentinischer Physiologe, Nobelpreisträger
- Houssay, Jules-Ernest (1844–1912), französischer gallikanischer Bischof und Geistheiler
- Houssaye, Arsène (1815–1896), französischer Schriftsteller
- Houssaye, Henry (1848–1911), französischer Historiker und Mitglied der Académie française
- Houssein Darar, Moumina (* 1990), dschibutische Polizistin
- Houssein Moussa, Brahim (1945–2021), marokkanischer Diplomat
- Houssein, Aden-Alexandre (* 1998), Judoka aus Dschibuti
- Houssein, Anass (* 1995), dschibutischer Judoka
- Housselle, Karl (1799–1885), praktischer Arzt und Medizinalbeamter
- Housselle, Wilhelm (1841–1910), deutscher Architekt und Eisenbahnbaumeister
- Housser, Yvonne McKague (1897–1996), kanadische Malerin und Kunstpädagogin
- Housset, Bernard (* 1940), französischer Geistlicher, emeritierter römisch-katholischer Bischof von La Rochelle
- Houssiau, Albert (* 1924), belgischer Bischof von Lüttich
- Houst, Johann († 1568), Rektor der Universität Trier
- Houston (* 1969), US-amerikanische PornodarstellerinHouston (* 1969)

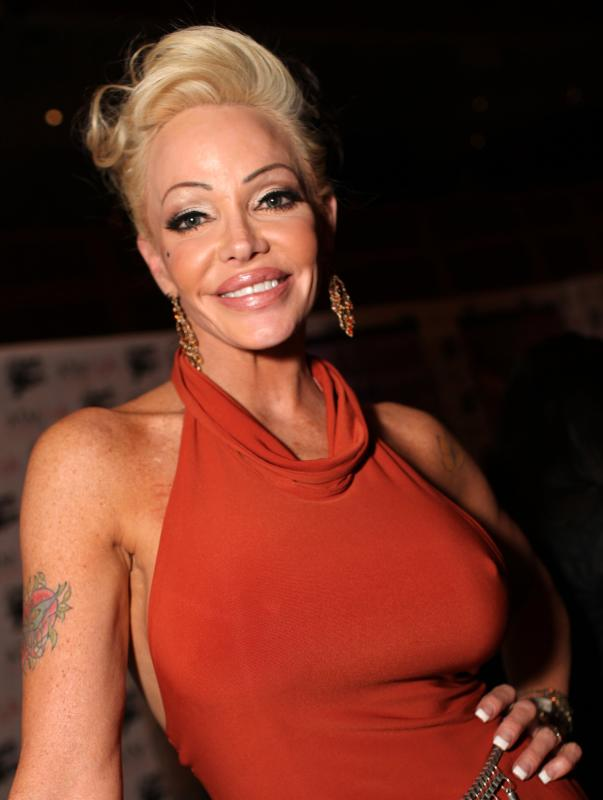
Houston (* 1969)

- Houston (* 1983), US-amerikanischer R&B-Sänger
- Houston, Alasdair, britischer theoretischer Biologe
- Houston, Allan (* 1971), US-amerikanischer Basketballspieler
- Houston, Andrew Jackson (1854–1941), US-amerikanischer Politiker
- Houston, Angus (* 1947), australischer Offizier Luftwaffe
- Houston, Brian (* 1954), australischer Gründer und Pastor der Hillsong Church
- Houston, Charles Hamilton (1895–1950), US-amerikanischer Anwalt und Bürgerrechtler
- Houston, Chris (* 1984), US-amerikanischer American-Football-Spieler
- Houston, Cisco (1918–1961), US-amerikanischer Folkmusiker
- Houston, Cissy (1933–2024), US-amerikanische Gospel- und Soul-SängerinCissy Houston (1933–2024)

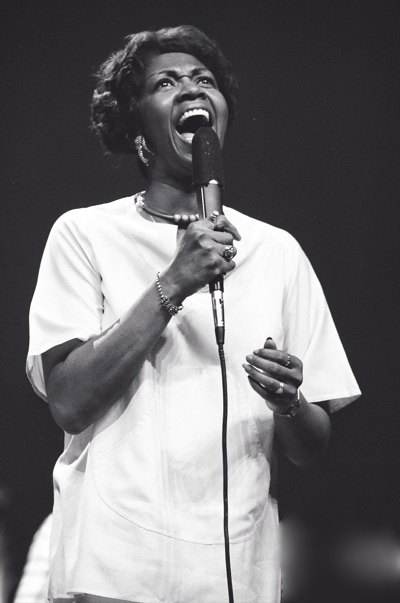
Cissy Houston (1933–2024)

- Houston, Clint (1946–2000), amerikanischer Bassist und Komponist des Modern Jazz
- Houston, Dale (1940–2007), US-amerikanischer Sänger
- Houston, David (1938–1993), US-amerikanischer Country-Sänger
- Houston, David F. (1866–1940), US-amerikanischer Politiker
- Houston, Dianne (* 1954), US-amerikanische Filmproduzentin, Drehbuchautorin und Filmregisseurin
- Houston, Dolly (1930–1995), US-amerikanische Sängerin
- Houston, Donald (1923–1991), walisischer Schauspieler
- Houston, Edwin J. (1847–1914), US-amerikanischer Elektroingenieur
- Houston, Elsie (1902–1943), brasilianische Sängerin (Sopran)
- Houston, George S. (1811–1879), US-amerikanischer Politiker, Gouverneur und Senator
- Houston, George W. (1941–2024), US-amerikanischer Althistoriker und Altphilologe
- Houston, Henry A. (1847–1925), US-amerikanischer Politiker
- Houston, James IV (* 1998), US-amerikanischer American-Football-Spieler
- Houston, Jean (* 1937), US-amerikanische Autorin, Philosophin und Kulturwissenschaftlerin
- Houston, Joel (* 1979), australischer Sänger
- Houston, John (* 1933), US-amerikanischer Jazzmusiker
- Houston, John Mills (1890–1975), US-amerikanischer Politiker
- Houston, John Porter (1933–1987), US-amerikanischer Romanist
- Houston, John W. (1814–1896), US-amerikanischer Politiker
- Houston, Justin (* 1989), US-amerikanischer American-Football-Spieler
- Houston, Ken (* 1944), US-amerikanischer Footballspieler und -trainer
- Houston, Ken (1953–2018), kanadischer Eishockeyspieler
- Houston, Lucy, Lady (1857–1936), britische Philanthropin, politische Aktivistin und Suffragette
- Houston, Marques (* 1981), US-amerikanischer Sänger und Schauspieler
- Houston, Melva (1949–2020), amerikanische Soul- und Jazzsängerin
- Houston, Neil (* 1957), kanadischer Curler
- Houston, Norman (1887–1958), US-amerikanischer Drehbuchautor, Schauspieler und Filmregisseur
- Houston, Penelope (1927–2015), britische Filmkritikerin, Journalistin und Schriftstellerin
- Houston, Penelope (* 1958), US-amerikanische Sängerin
- Houston, Renée (1902–1980), britische Schauspielerin
- Houston, Robert (* 1955), US-amerikanischer Filmschauspieler, Filmregisseur und Dokumentarfilmer
- Houston, Robert G. (1867–1946), US-amerikanischer Politiker
- Houston, Sam (1793–1863), US-amerikanischer Politiker und GeneralSam Houston (1793–1863)

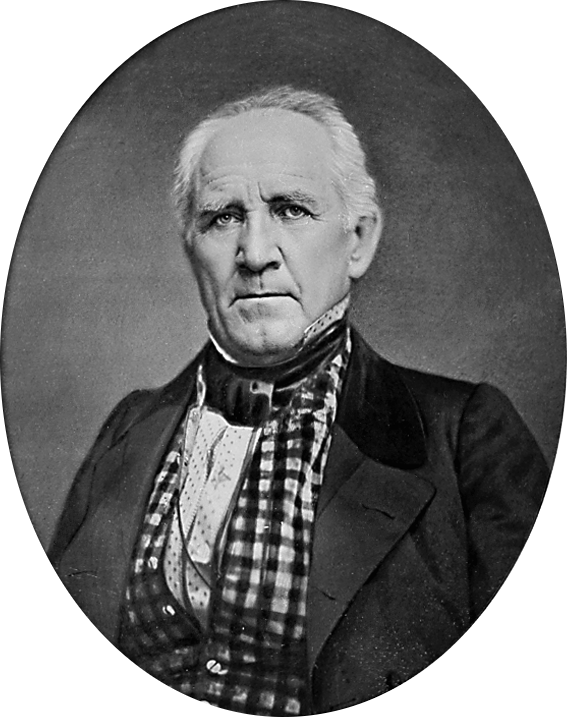
Sam Houston (1793–1863)

- Houston, Sandra L., US-amerikanische Bauingenieurin für Geotechnik
- Houston, Shine Louise, US-amerikanische Regisseurin, Produzentin, Drehbuchautorin, Kamerafrau und Darstellerin mit Fokus auf queer-feministischen Pornofilmen
- Houston, Stewart (* 1949), schottischer Fußballspieler und -trainer
- Houston, Tate, US-amerikanischer Jazzmusiker
- Houston, Thelma (* 1946), US-amerikanische Sängerin
- Houston, Victor S. K. (1876–1959), US-amerikanischer Politiker
- Houston, Whitney (1963–2012), US-amerikanische R&B-, Soul- und Popmusik-Sängerin, Schauspielerin und FilmproduzentinWhitney Houston (1963–2012)

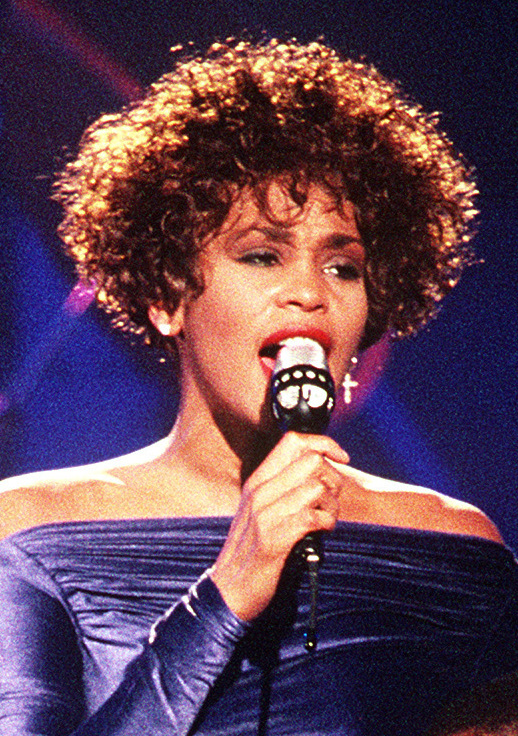
Whitney Houston (1963–2012)

- Houston, William († 1788), US-amerikanischer Politiker
- Houston, William (* 1968), britischer Theater- und Filmschauspieler
- Houston, William C. (1852–1931), US-amerikanischer Politiker
- Houston, William J. (* 1968), US-amerikanischer Admiral
- Houston-Carson, DeAndre (* 1993), US-amerikanischer American-Football-Spieler
- Houstoun, John (1744–1796), US-amerikanischer Politiker
- Houstoun, William († 1733), britischer Arzt und Botaniker
- Houstoun, William (1755–1813), britisch-amerikanischer Politiker
- Houswitschka, Christoph (1961–2022), deutscher Anglist und Hochschullehrer

### Hout
- Hout, Cor van (1957–2003), niederländischer Krimineller
- Hout, Ina (* 2001), deutsche Schauspielerin, Drehbuchautorin und Regisseurin
- Hout, Jan van (1908–1945), niederländischer Radrennfahrer
- Hout, Paul van den (* 1963), niederländischer Bildhauer, Maler und Installationskünstler
- Hout, Philipp Ludwig (1775–1846), preußischer Landrat des Kreises Kreuznach
- Hout, Roald van (* 1988), niederländischer Fußballspieler
- Hout, Ron van den (* 1964), niederländischer römisch-katholischer Geistlicher, Bischof von Roermond
- Hout, Shafik (1932–2009), palästinensischer Politiker, Mitbegründer der PLO und Autor
- Hout, Willem van den (1915–1985), niederländischer Schriftsteller und Publizist
- Houtart, François (1925–2017), belgischer Priester und Religionssoziologe der marxistischen Schule
- Houtart, Maurice (1866–1939), belgischer Politiker und Bankier
- Houten, Alida van (1868–1960), niederländische Malerin und Grafikerin
- Houten, Barbara Elisabeth van († 1950), niederländische Malerin, Grafikerin und Zeichnerin
- Houten, Carice van (* 1976), niederländische Theater- und FilmschauspielerinCarice van Houten (* 1976)

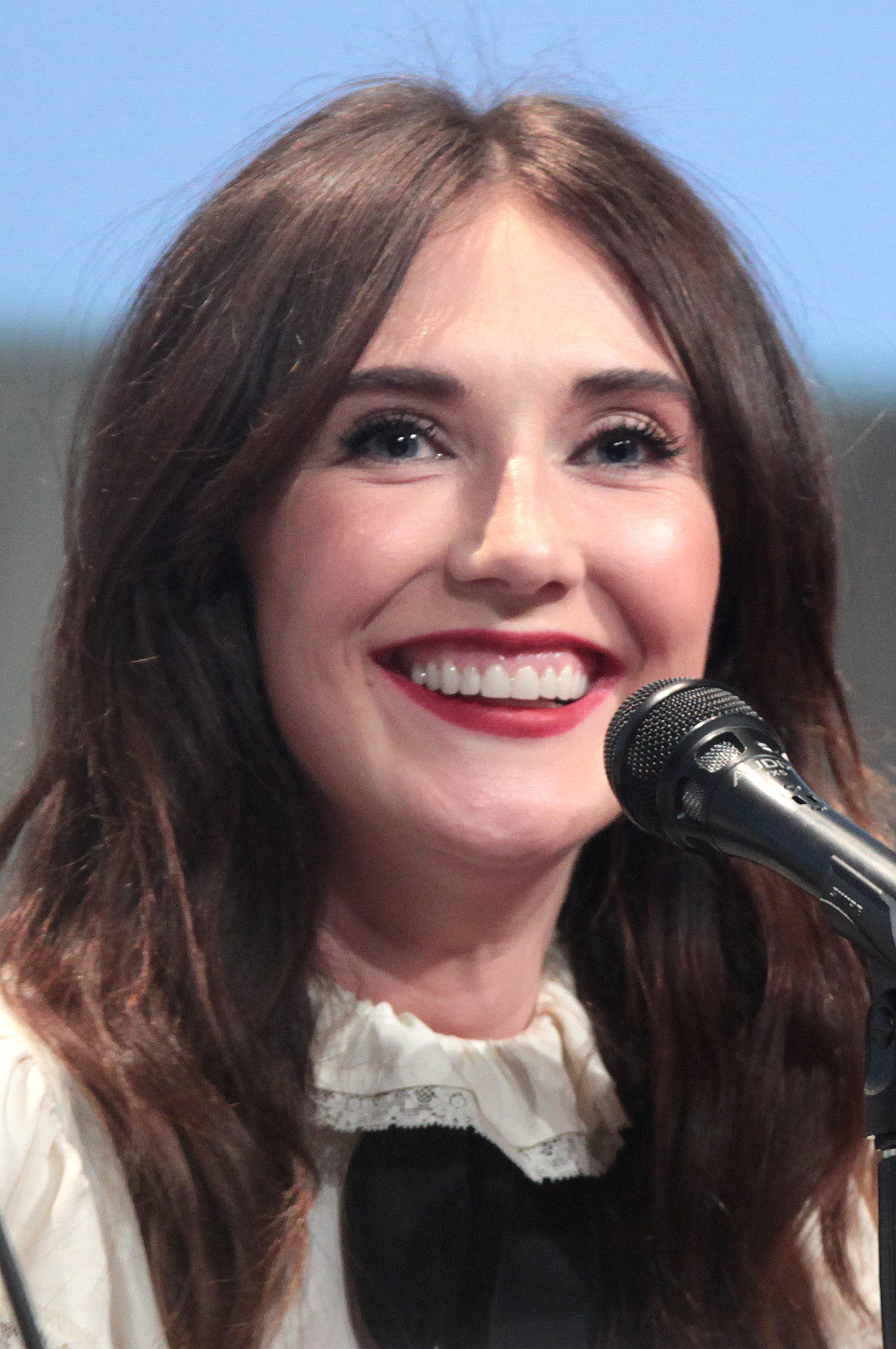
Carice van Houten (* 1976)

- Houten, Coenraad J. van (1801–1887), niederländischer Apotheker und Chemiker, Erfinder des Kakaopulvers
- Houten, Cornelis Johannes van (1920–2002), niederländischer Astronom
- Houten, Frans van (* 1960), niederländischer Unternehmer
- Houten, Gerrit van (1866–1934), niederländischer Landschaftsmaler, Aquarellist und Zeichner
- Houten, Hans van (1907–1996), niederländischer Politiker und Diplomat
- Houten, Henk van (* 1957), niederländischer Physiker
- Houten, Pieter Brijnen van (1907–1991), niederländischer Nachrichtendienstler (GSIII, MI5)
- Houten-Groeneveld, Ingrid van (1921–2015), niederländische Astronomin
- Houtepen, Thomas (* 2002), niederländischer Handballspieler
- Houtermans, Charlotte (1899–1993), deutschamerikanische Physikochemikerin und HochschuldozentinCharlotte Houtermans (1899–1993)

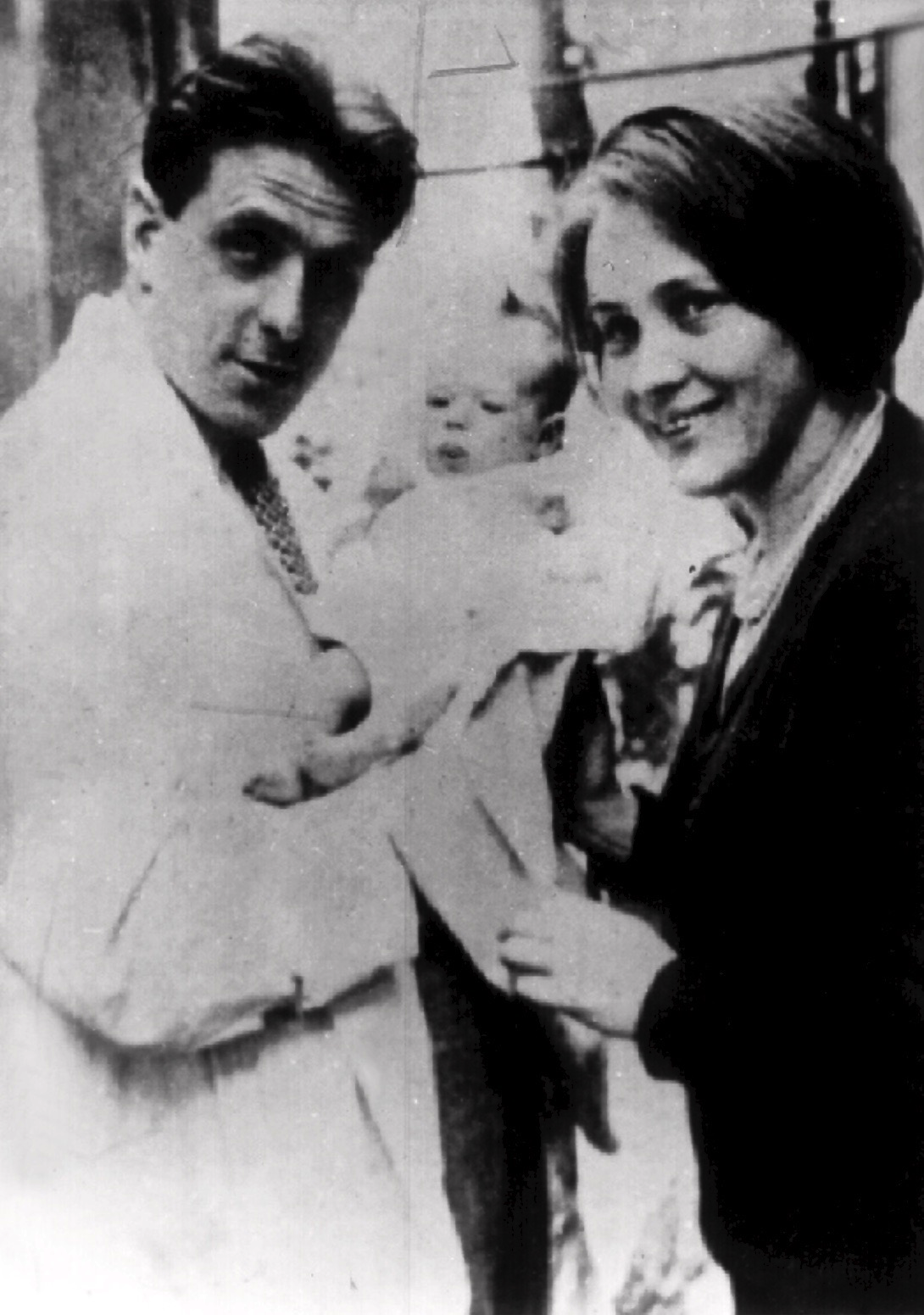
Charlotte Houtermans (1899–1993)

- Houtermans, Friedrich Georg (1903–1966), deutscher Physiker und Hochschullehrer
- Houthakker, Hendrik (1924–2008), US-amerikanischer Wirtschaftswissenschaftler
- Houthem, Gerlach von, Ritter, Eremit und Heiliger aus dem Herzogtum Limburg
- Houting, Andy (1901–1975), kanadischer Radrennfahrer
- Houtkamp, Luc (* 1953), niederländischer Jazz-Saxophonist, Computer-Musiker und Komponist
- Houtman, Cornelis (* 1945), niederländischer evangelischer Theologe und emeritierter Professor für Altes Testament
- Houtman, Cornelis de (1565–1599), niederländischer Seefahrer und Entdecker
- Houtman, Frederick de (1571–1627), niederländischer Forscher
- Houtman, Jan (1917–1944), niederländischer Widerstandskämpfer, der während der deutschen Besatzung im Zweiten Weltkrieg ermordet wurde
- Houtman, Peter (* 1957), niederländischer Fußballspieler
- Houtrouw, Otto Galama (1838–1933), deutscher reformierter Geistlicher und ostfriesischer Heimatforscher
- Houts, Rudi van (* 1984), niederländischer Radrennfahrer
- Houtsch, Rudy (1916–2003), luxemburgischer Radrennfahrer
- Houtsma, Marjolein, niederländische Squashspielerin
- Houtsma, Martinus Theodorus (1851–1943), niederländischer Orientalist
- Houtte, Hubert Van (1872–1948), belgischer Historiker
- Houtteman, Muriel (* 1972), belgische Stripperin
- Houtteville, Claude-François-Alexandre (1688–1742), französischer Geistlicher
- Houttuyn, Maarten (1720–1798), niederländischer Arzt und Naturkundler
- Houtzager, Hans (1910–1993), niederländischer Hammerwerfer
- Houtzager, Marc (* 1971), niederländischer Springreiter
- Houtzeel, Stephanie, deutsche Mezzosopranistin und Ensemblemitglied der Wiener Staatsoper

### Houv
- Houven, Bob van der (* 1957), niederländischer Ansager und SynchronsprecherBob van der Houven (* 1957)

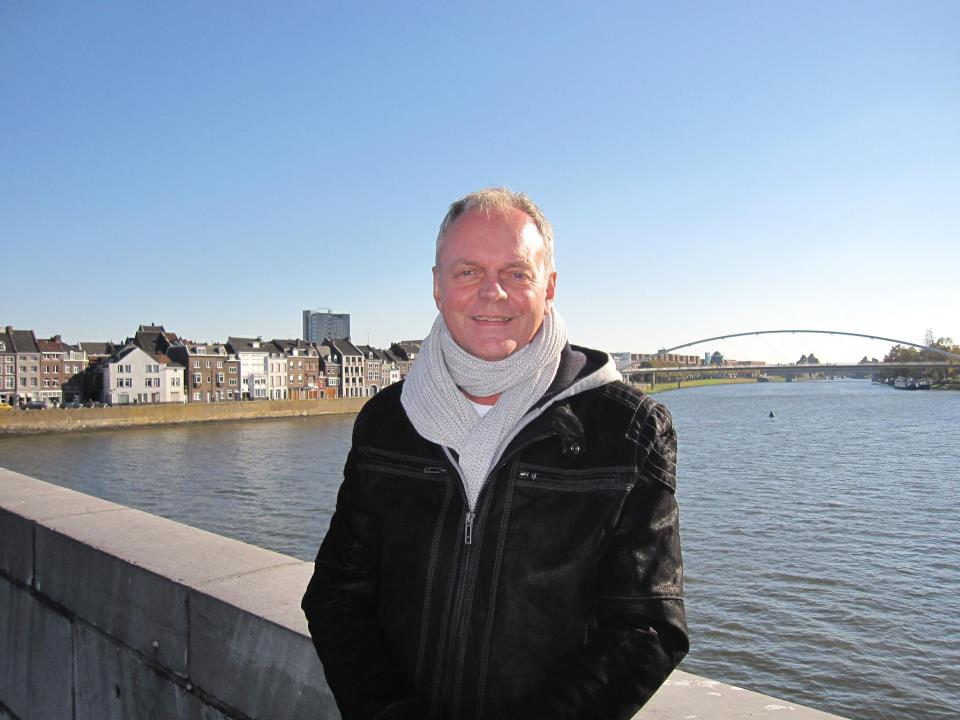
Bob van der Houven (* 1957)

- Houvenaghel, Wendy (* 1974), britische Radrennfahrerin
- Houvion, Maurice (* 1934), französischer Leichtathlet
- Houvion, Philippe (* 1957), französischer Stabhochspringer

### Houw
- Houwaard, Nathan (* 2005), niederländischer Mittel- und Langstreckenläufer
- Houwaart, Henk (* 1945), niederländisch-belgischer Fußballspieler und -trainer
- Houwaart, Henk junior (1967–2008), belgischer Fußballspieler
- Houwald, Christoph von (1601–1661), königlich schwedischer, kursächsischer und Kurbrandenburger General, Herr der Herrschaft Straupitz, Maldeiten, Triecken und Posorten
- Houwald, Ernst Heinrich von (1819–1891), preußischer Generalmajor und Kommandeur des 6. Dragoner-Regiments
- Houwald, Ernst von (1778–1845), deutscher Schriftsteller und Dramatiker
- Houwald, Ernst von (1844–1903), preußischer Standesherr
- Houwald, Götz von (1913–2001), deutscher Diplomat, Ethnologe und Historiker
- Houwald, Gustav von (1862–1945), deutscher Verwaltungsjurist und zuletzt Regierungsvizepräsident in Arnsberg
- Houwald, Heinrich von (1807–1884), Standesherr und Mitglied im preußischen Herrenhaus
- Houwald, Karl von (1816–1883), deutscher Verwaltungsbeamter
- Houwald, Werner von (1901–1974), deutscher Maler
- Houwelingen, Adri van (* 1953), niederländischer Radrennfahrer
- Houwelingen, Arie van (* 1931), niederländischer Radrennfahrer
- Houwelingen, Hans van (* 1945), niederländischer Mathematiker
- Houwelingen, Hans van (* 1957), niederländischer Künstler
- Houwelingen, Jan van (* 1955), niederländischer Radrennfahrer
- Houweninge, Chiem van (* 1940), niederländischer Drehbuchautor und SchauspielerChiem van Houweninge (* 1940)

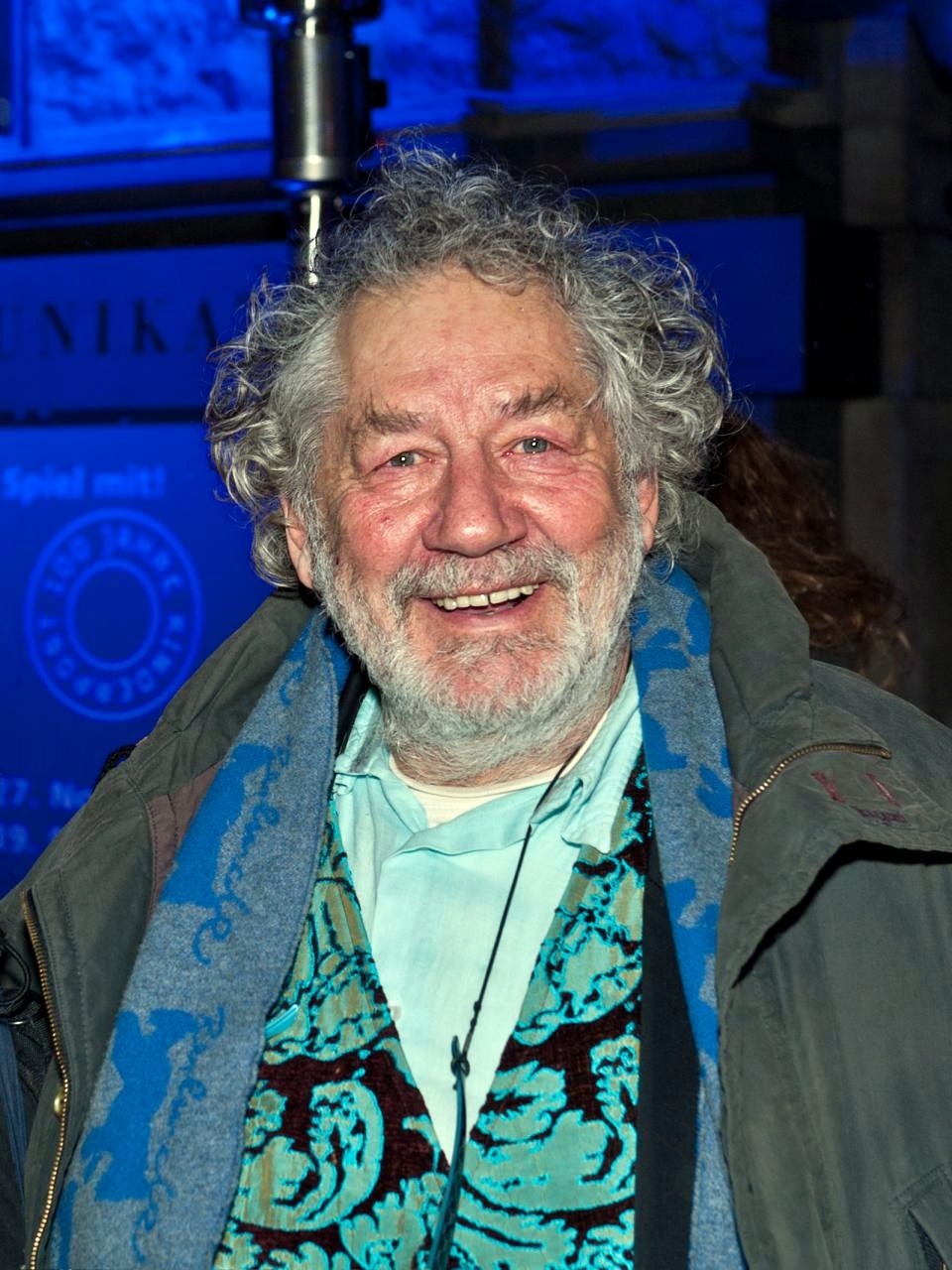
Chiem van Houweninge (* 1940)

- Houwens Post, Hendrik (1904–1986), niederländischer Romanist und Lusitanist
- Houwer, Rob (1937–2025), niederländischer Filmproduzent, Filmregisseur und Drehbuchautor
- Houwink, Eric H. (1929–2005), niederländischer Chemiker und Biotechnologe
- Houwink, Roelof (1897–1988), niederländischer Polymerwissenschaftler

### Houx
- Houx, Frank (1860–1941), US-amerikanischer Politiker

### Houy
- Houy, Nick (* 1982), US-amerikanischer Filmeditor
- Houy, Stefan (* 1959), deutscher Trompeter
- Houyoux, Marcel (1903–1983), belgischer Radrennfahrer

### Houz
- Houzeau de Lehaie, Auguste (1832–1922), belgischer Geologe
- Houzeau, Jean Auguste (1829–1911), französischer Chemiker
- Houzeau, Jean-Charles (1820–1888), belgischer Astronom und Journalist
- Houzel, Christian (* 1937), französischer Mathematikhistoriker
- Houziaux, Léo (* 1932), belgischer Astronom